# Mạch máu

Cấu tạo mạch máu: động mạch (màu đỏ tươi), tĩnh mạch (màu đỏ sẫm) và mao mạch (màu đỏ tươi và đỏ sẫm)

Các mạch máu có dạng ống, hợp thành một hệ thống kín, dẫn máu từ tim đến các cơ quan trong cơ thể và rồi trở về lại tim. Cùng với tim, mạch máu là một phần của hệ tuần hoàn. Có ba loại mạch máu chính: động mạch mang máu đi từ trái tim, các mao mạch (Capillary) giúp việc trao đổi nước và các chất giữa máu và các mô, và các tĩnh mạch mang máu từ các mao mạch trở về tim.

## Phân loại
Mạch máu bao gồm có ba loại mạch là động mạch, tĩnh mạch và mao mạch.

### Động mạch
Động mạch có chức năng đưa máu từ tim đến các mao mạch toàn cơ thể. Động mạch chủ rời tim và phân thành những động mạch nhỏ hơn đến các vùng khác nhau của cơ thể. Các động mạch này lại phân thành những động mạch nhỏ hơn nữa, gọi là tiểu động mạch. Các tiểu động mạch đến mô, điều hòa phân phối máu vào mao mạch theo nhu cầu các bộ phận.
Thành động mạch bao gồm ba lớp áo chính:
- Lớp áo trong nằm trong cùng được cấu tạo bởi lớp nội mô ở trong cùng, kế đến là màng đáy, bên ngoài có lớp dưới nội mô và màng chun trong.
- Lớp áo giữa gồm các sợi cơ trơn và các sợi chun, áo giữa phân cách với áo ngoài qua màng chun ngoài.
- Lớp áo ngoài do các tổ chức liên kết sợi tạo nên. Phía ngoài chứa nhiều mạch của mạch và một ít hạch bạch huyết.

### Tĩnh mạch
Từ mao mạch, máu đổ vào những mạch máu với thành mỏng gọi là tiểu tĩnh mạch. Tiểu tĩnh mạch tập trung thành những tĩnh mạch lớn. Từ đó máu được dẫn trở về tim.Thành của tĩnh mạch cũng gồm ba lớp như ở động mạch, nhưng có một số điểm khác sau:
- Thành tĩnh mạch mỏng hơn và có độ đàn hồi kém hơn do lớp áo giữa mỏng hơn (ít cơ trơn).
- Ở tĩnh mạch, lớp áo trong có các van tĩnh mạch. Đó là những nếp chập đôi của lớp áo trong, có tác dụng cho máu chảy theo một chiều.

### Mao mạch
Mao mạch là một hệ thống gồm những mạch máu nhỏ. Thành mao mạch chỉ có một lớp tế bào nội mô, giữa các tế bào này có những lỗ nhỏ để cho quá trình trao đổi chất giữa các tế bào và máu được thực hiện.
Các mao mạch là nơi xảy ra sự trao đổi O2, CO2, chất dinh dưỡng giữa máu và các bộ phận. Để đảm bảo chức năng này, máu lưu thông chậm lại trong mạng lưới mao mạch. Có khoảng 10.000 triệu mao mạch và tổng diện tích trao đổi khoảng 500-700m2.